# Nacionalismo russo

O brasão da Rússia.

O nacionalismo russo é uma forma de nacionalismo que promove a unidade e a identidade cultural russa. O nacionalismo russo ganhou destaque no início do século XIX e tornou-se intimamente relacionado ao pan-eslavismo, desde sua origem durante o Império Russo até seu breve renascimento na União Soviética durante a Segunda Guerra Mundial.

## História

### Nacionalismo imperial russo
O lema russo " Ortodoxia, Autocracia e Nacionalidade " foi cunhado pelo Conde Sergey Uvarov e adotado pelo Imperador Nicolau I como ideologia oficial. Três componentes da tríade de Uvarov foram:
- Ortodoxia - Cristianismo ortodoxo e proteção da Igreja Ortodoxa Russa .
- Autocracia - lealdade incondicional à Casa de Romanov em troca de proteção paternalista para todas as propriedades sociais .
- Nacionalidade (Narodnost, também foi traduzido como espírito nacional) reconhecimento do papel fundador do Estado na nacionalidade russa.[2]

O movimento eslavófilo tornou-se popular na Rússia do século XIX. Os eslavófilos se opuseram às influências da Europa Ocidental na Rússia e estavam determinados a proteger a cultura e as tradições russas. Aleksey Khomyakov, Ivan Kireyevsky e Konstantin Aksakov são creditados como co-fundadores do movimento.

Um notável renascimento do folclore na arte russa foi vagamente relacionado à eslavofilia. Surgiram muitas obras sobre a história russa, mitologia e contos de fadas. Óperas de Nikolai Rimsky-Korsakov, Mikhail Glinka e Alexander Borodin ; pinturas de Viktor Vasnetsov, Ivan Bilibin e Ilya Repin ; e poemas de Nikolay Nekrasov, Aleksey Konstantinovich Tolstoy, entre outros, são considerados obras-primas do nacionalismo romântico russo.  De acordo com Fyodor Tyutchev, um notável poeta russo do século XIX:
Moscou e a graduação de Pedro, a cidade de Constantino,
são as capitais do reino russo.
Mas onde está seu limite? E onde estão suas fronteiras
ao norte, ao leste, ao sul e ao sol poente?
O Destino revelará isso às gerações futuras.
Sete mares interiores e sete grandes rios
do Nilo ao Neva, do Elba à China,
do Volga ao Eufrates, do Ganges ao Danúbio.
Esse é o Reino Russo, e que seja para sempre,

assim como o Espírito predisse e Daniel profetizou.
O pan-eslavismo, um ideal de unidade de todas as nações cristãs ortodoxas eslavas, ganhou popularidade em meados do século XIX. Entre seus principais ideólogos estavam Nikolay Danilevsky. O pan-eslavismo foi alimentado e foi o combustível para as numerosas guerras da Rússia contra o Império Otomano com o objetivo de libertar nações ortodoxas, como búlgaros, romenos, sérvios e gregos, do domínio muçulmano. O objetivo final era Constantinopla; o Império Russo ainda se considerava a "Terceira Roma" e via como dever conquistar a "Segunda Roma". O pan-eslavismo também desempenhou um papel fundamental na entrada da Rússia na Primeira Guerra Mundial, uma vez que a guerra de 1914 contra a Sérvia pela Áustria-Hungria desencadeou a resposta da Rússia.
No início do século XX surgiram novas organizações e partidos nacionalistas e de direita na Rússia, como a Assembleia Russa, a União do Povo Russo, a União do Arcanjo Miguel e outros. Seu lema era "Rússia para os russos". Esses partidos permaneceram monarquistas e anti-semitas, e foram organizados por aristocratas ricos e poderosos, como Vladimir Purishkevich e Nikolai Yevgenyevich Markov.

### Nacionalismo durante a época soviética
Os revolucionários bolcheviques que tomaram o poder em 1917 eram nominalmente "antinacionalistas" e "antipatriotas". A recém - nascida república soviética sob Vladimir Lenin proclamou o internacionalismo como sua ideologia oficial usando a língua russa - que também era a língua de seu partido e governo. Uma vez que o patriotismo russo serviu como um suporte legitimador da velha ordem, os líderes bolcheviques estavam ansiosos para suprimir suas manifestações e assegurar sua extinção final. Eles desencorajaram oficialmente o nacionalismo russo e os resquícios do patriotismo imperial, como o uso de prêmios militares recebidos antes da Guerra Civil. Alguns de seus seguidores discordaram; em territórios não russos, o poder bolchevique era frequentemente considerado como um imperialismo russo renovado durante 1919 a 1921. Depois de 1923, uma política de nativização, que fornecia apoio governamental para a cultura e línguas não russas nas repúblicas não russas, foi adotada. Temas nacionalistas russos românticos apareceram na arte, como os filmes épicos históricos de Sergei Eisenstein e Vsevolod Pudovkin, bem como os romances patrióticos de Sergei Sergeyev-Tsensky.

A criação de um estado comunista internacional sob o controle dos trabalhadores foi percebida por alguns como a realização dos sonhos nacionalistas russos. O poeta Pavel Kogan descreveu seus sentimentos em relação ao patriotismo soviético pouco antes da Segunda Guerra Mundial:
Eu sou um patriota Eu amo o ar russo e o solo russo. Mas chegaremos ao rio Ganges, e morreremos em lutas, para fazer nossa pátria brilhar do Japão à Inglaterra
De acordo com Nikolai Berdyaev :
O povo russo não realizou seu sonho antigo de Moscou, a Terceira Roma. O cisma eclesiástico do século XVII revelou que o czarismo moscovita não é a "Terceira Roma". A ideia messiânica do povo russo assumiu uma forma apocalíptica ou revolucionária; e então ocorreu um evento surpreendente no destino do povo russo. Em vez da Terceira Roma na Rússia, a Terceira Internacional foi alcançada, e muitas das características da Terceira Roma passaram para a Terceira Internacional. A Terceira Internacional também é um Império Sagrado e também se baseia em uma fé ortodoxa. A Terceira Internacional não é internacional, mas uma ideia nacional russa.
A guerra da União Soviética contra a Alemanha nazista ficou conhecida como a Grande Guerra Patriótica , lembrando o uso anterior do termo nas Guerras Napoleônicas, a Guerra Patriótica. O estado soviético convocou seus cidadãos a defender a " Pátria "; Stalin proclamou o slogan " Nem um passo atrás !"  Ao mesmo tempo, a Alemanha nazista organizou unidades militares colaboracionistas, como o Exército de Libertação da Rússia, de Andrey Vlasov, e os cossacos de Pyotr Krasnov. Durante a Segunda Guerra Mundial, o forte patriotismo do exército de Vlasov apresentou aos russos uma alternativa ao nacionalismo centrado no Estado promovido pelo governo de Stalin. Em 1944, a União Soviética abandonou seu hino comunista  e adotou um novo hino nacional.

### Nacionalismo contemporâneo
O principal problema da Rússia após a Guerra Fria foi tentar apresentar uma imagem forte porque outras nações a consideravam uma “nação da ilegalidade”. Mesmo quando Vladimir Putin começou a ocupar o poder nos anos 2000, ele mesmo abordou essa questão, além de estar presente em documentos oficiais. Um documento oficial do Kremlin intitulado 'O Conceito de Política Externa da Federação Russa' foi lançado em 2000 e atualizado em 2008, que listava a promoção de 'uma imagem objetiva da Federação Russa globalmente' e a promoção do “idioma russo e A cultura do povo russo ”entre suas prioridades na política externa.
Após a dissolução da União Soviética, a Igreja Ortodoxa Russa restaurou grande parte de sua influência czarista-russa na sociedade. A igreja se tornou uma fonte comum de orgulho e nacionalismo russos. A ideologia oficial não alterou-se completamente para um "sentimento monárquico imperial", mas tentou manter um equilíbrio entre os ideais czaristas e soviéticos. O partido no poder, Rússia Unida, disse que sua visão da Rússia é a de uma república multinacional e pede a tolerância nacional como uma de suas plataformas principais. O governo de Vladimir Putin também está fomentando políticas natalistas, dando recompensas aos pais e buscando promover o aumento da taxa de natalidade na Rùssia.
Muitos movimentos nacionalistas, radicais e moderados, surgiram na Rússia moderna. Uma das mais antigas e mais popular é Vladimir Zhirinovsky's, populista de direita do LPPR, que tinha sido um membro da Duma de Estado desde a sua criação em 1993. Rodina foi um popular moderada de esquerda nacionalista partido sob Dmitry Rogozin, que acabou por abandonar sua ideologia nacionalista e se fundiu com o maior partido socialista "Apenas uma Rússia". Um dos movimentos mais radicais e ultranacionalistas é a Unidade Nacional Russa, um grupo de extrema direita que organiza brigadas paramilitares de seus membros mais jovens. Outros incluem BORN (Organização Militante dos Nacionalistas Russos), que estava envolvida no assassinato de Stanislav Markelov,  o neo-monarquista Pamyat, a União de Portadores de Estandartes Ortodoxos e o Movimento Contra a Imigração Ilegal, que reviveu o slogan " Rússia para os russos ". Esses partidos organizam um comício anual denominado Marcha Russa.
O aumento do nacionalismo radical na Rússia moderna é considerado resultado de vários fatores; a humilhação sentida após a queda da União Soviética; uma resposta à atividade de grupos criminosos étnicos do Sul do Cáucaso e da Ásia Central e a imigração ilegal em curso dessas regiões;  e uma reação à tolerância nacional moderna imposta pela Rússia. Também é alegado que o FSB está usando seletivamente o extremismo nacionalista para conduzir os sentimentos da sociedade na direção desejada.
A crise financeira que começou 2008-2009 viu o sentimento anti-imigração se tornar mais aceito na Rússia por causa de uma preocupação crescente de que os imigrantes - especialmente os ilegais - competissem por empregos com a força de trabalho doméstica e, se não conseguissem empregos, se voltariam para o crime. Fora da Rússia, com a queda da ideologia soviética de internacionalismo forçado, eclodiram confrontos nacionais entre os grupos étnicos dentro de suas antigas fronteiras. Por causa da política repressiva de ocupação soviética e do status privilegiado dos russos na sociedade soviética, alguns estados pós-soviéticos rejeitaram todas as coisas russas e soviéticas como símbolos de ocupação, e particularmente nos estados bálticos e na Geórgia, com alguns adotando um sentimento anti-russo.
Após a intervenção militar russa de 2014 na Ucrânia, o Rússia Unida tem contado cada vez mais com o nacionalismo russo para obter apoio. Políticos como Vladimir Zhirinovsky começaram a construir sua narrativa negando categoricamente as etnias ucranianas. Ao mesmo tempo, o partido governante cultivou laços estreitos com movimentos políticos eurocépticos, de extrema direita e de extrema esquerda, apoiando-os financeiramente e convidando-os para conferências da Eurásia na Crimeia e em São Petersburgo.

### Nacionalismo Extremista
O nacionalismo extremista na Rússia se refere a muitos movimentos e organizações ultranacionalistas de extrema direita e alguns de extrema esquerda. É importante notar que o termo nacionalismo na Rússia geralmente se refere ao nacionalismo extremista. No entanto, é frequentemente confundido com "fascismo" na Rússia. Embora essa terminologia não corresponda exatamente às definições formais de fascismo, o denominador comum é o chauvinismo. Em todos os outros aspectos, as posições variam em um amplo espectro. Alguns movimentos defendem a posição política de que o Estado deve ser um instrumento do nacionalismo (como o Partido Bolchevique Nacional, liderado por Eduard Limonov), enquanto outros (por exemplo, a Unidade Nacional Russa) resolvem adotar táticas de vigilância contra os percebidos "inimigos da Rússia "sem entrar na política. Historicamente, o primeiro protótipo de tais grupos começou com as Centenas Negras na Rússia Imperial. Organizações anti-semitas, supremacistas e neofascistas mais recentes incluem Pamyat, Partido Nacional Socialista Russo e outros. Em 1997, o Centro Antifascista de Moscou estimou que havia 40 grupos extremistas (nacionalistas) operando na Rússia. A mesma fonte relatou 35 jornais extremistas, sendo o maior deles o Zavtra. Apesar da repressão pelas autoridades governamentais, um movimento extremista de extrema direita se estabeleceu na Rússia.

## Nacionalismo Russo e Minorias Étnicas
A questão a respeito da relação do nacionalismo russo com suas minorias étnicas tem sido objeto de estudo desde a rápida expansão da Rússia a partir do século XVI. Como em inglês não há palavra para diferenciar o significado de "russo", ele é considerado em russo como um povo étnico ("Русский" - russo étnico) e como habitantes da Rússia ("Россиянин" - cidadão russo). A conquista russa do Cazã muçulmano foi uma parte significativa da compreensão do primeiro passo da Rússia de uma nação quase homogênea para uma sociedade multiétnica. Ao longo dos anos, a Rússia, com base na conquista que ganhou em Kazan, conseguiu conquistar a Sibéria, a Manchúria e também se expandir para o Cáucaso. Em certo ponto, a Rússia conseguiu anexar um grande território da Europa Oriental, Finlândia, Ásia Central, Mongólia e, em algumas partes, invadiu territórios turcos, chineses, afegãos e iranianos. Várias minorias étnicas tornaram-se cada vez mais virais e integradas à sociedade russa dominante, e criaram uma imagem mista das relações raciais na mentalidade nacionalista russa moderna. O trabalho de compreensão das diferentes minorias étnicas nas relações com o estado russo teve que ser rastreado a partir do trabalho de Philip Johan von Strahlenberg, um prisioneiro de guerra sueco que se tornou geógrafo da Rússia czarista.
O conceito é fortemente compreendido pelo aprendizado de várias minorias na Rússia. Os tártaros e bashkirs do Volga, os dois principais muçulmanos da Rússia, há muito tempo são aclamados como modelo de minoria na Rússia e, historicamente, são vistos de forma mais positiva aos olhos do movimento nacionalista russo; além disso, os imãs tártaros e bashkir trabalharam para espalhar a ideologia nacionalista russa de acordo com sua fé islâmica.
No Cáucaso a Rússia obteve apoio significativo dos ossétios, uma das poucas pessoas de base cristã na região montanhosa.  Houve também um forte apoio à Rússia entre armênios e gregos, em grande parte devido à semelhança na religião com o governo ortodoxo da Rússia. Assim, essas pessoas têm sido um defensor ferrenho do nacionalismo russo no Cáucaso e frequentemente se referem como russos e suas raízes étnicas, coloquialmente. Os coreanos também foram considerados minoria modelo da Rússia, e foram usados para colonizar na parte menos populosa da Rússia. Isso foi herdado da era czarista e continua até hoje, uma vez que os coreanos não são vistos como hostis ao nacionalismo russo.
Os ucranianos na Rússia foram amplamente integrados e a maioria deles jurou lealdade à Rússia, com muitos ucranianos conseguindo ocupar cargos importantes na história russa. Bohdan Khmelnytsky é uma das figuras mais célebres da Rússia que trouxe a Ucrânia para o czarismo da Rússia por meio do Conselho Pereyaslav. O príncipe ucraniano Alexandre Bezborodko foi responsável por manifestar as diplomacias modernas da Rússia sob o reinado de Catarina, a Grande. Alguns dos líderes soviéticos tinham origens ucranianas, notavelmente Nikita Khrushchev, Leonid Brezhnev eMikhail Gorbachev. Além disso, o maior líder da oposição da Rússia, Alexei Navalny, também é de origem ucraniana, além de ser um potencial nacionalista russo.
Akhmad Kadyrov e seu filho Ramzan desertaram para a Rússia durante a Segunda Guerra da Chechênia, jurando lealdade à Rússia após o temor de uma tomada de poder Wahhabi na Chechênia. Vladislav Surkov, de origem chechena, foi a principal figura que iniciou a ideia da democracia russa, na qual o nacionalismo faz parte da ideologia. O aventureiro geográfico russo Nikolay Przhevalsky era um polonês étnico que ajudou a Rússia a se expandir para o Extremo Oriente e a Ásia Central; ele também se considerava russo e desenvolveu uma opinião racista sobre os povos não russos do Extremo Oriente e da Ásia Central. Um dos maiores compositores da Rússia no século XX foi um polonês russificado, Dmitry Shostakovich.
Os georgianos na Rússia não têm sido muito positivos em relação ao nacionalismo russo, com alguns mantendo uma opinião neutra ou negativa. No entanto, o expansionismo russo foi o resultado de figuras georgianas principalmente russificadas; Pavel Tsitsianov, que iniciou a conquista do Cáucaso, era um georgiano russificado. Pyotr Bagration foi outro georgiano que se tornou um dos heróis mais famosos da Rússia. A transformação da União Soviética em uma superpotência foi obra de outro georgiano russificado, Joseph Stalin, que tinha uma relação complexa com o nacionalismo russo.
Algumas das figuras reverenciadas do Daguestão há muito são respeitadas pelos nacionalistas russos, como Rasul Gamzatov, que é um dos poetas mais respeitados da Rússia, apesar de sua origem avar. A ascensão de Khabib Nurmagomedov à popularidade e fama ganhou uma opinião divisiva entre os russos e o Daguestão. Muitos Daguestão apoiaram a Rússia contra a Chechênia, durante a Guerra do Cáucaso anterior, quando o Daguestão encontrou os chechenos incapazes de obedecer e seguir a ordem, e durante a Segunda Guerra Chechena, devido à tentativa expansionista chechena de conquistar o Daguestão em 1999. Os alemães na Rússia foram tratados com privilégios sob o governo czarista e muitos alemães dominaram a política, a educação e a economia russas, incluindo a Casa czarista de Romanov, que também incluía muitas figuras baseadas na Alemanha, principalmente Catarina, a Grande. Muitos alemães lutaram na Guerra Civil Russa e se consideravam nacionalistas russos, como Pyotr Wrangel.

## Partidos e Organizações Russas[24]
- Partido Liberal Democrático da Rússia (1989-presente) (Partido Político registrado com valores xenófobos)
- Grande Rússia (2007-presente) (nacionalista russo, grupo xenófobo)
- A Outra Rússia (grupo irridentista de extrema esquerda, não possui valores xenófobos)
- Pamyat (grupo monarquista russo de extrema direita com valores xenófobos)
- Partido Nacional Socialista Russo (partido político fascista, xenófobo)
- Unidade Nacional Russa
- Partido da Soberania Nacional da Rússia
- Partido Nacional do Povo (1994–2006) (grupo neo-nazista com valores xenófobos) (liquidado)
- Partido Bolchevique Nacional (1994–2007) (Grupo irridentista de extrema esquerda, não possui valores xenófobos) (Banido)
- União eslava (1999-2010) Ainda operando como um grupo de pressão (grupo neo-nazista de extrema direita com valores xenófobos) (banido)
- Movimento contra a imigração ilegal (2002–2011) (extrema-direita, grupo neo-nazista xenófobo) (banido)
- Rodina (2003-2006) (Partido político registrado com valores xenófobos, fundido com o partido "Apenas uma Rússia ") (extinto)
- União Nacional Russa (1993–1998 / 1999?) (Extinta)
- União de todos os povos da Rússia (1991–2001) (extinto)
- Russos (2011–2015) (extinto)
- Centenas negras do início do século XX(extinto)
- Frente de Salvação Nacional (1992-1994) (extinto)
- Frente Bolchevique Nacional (1993) (extinto)
- Mladorossi ( extinto )
- União do Povo Russo (extinta)
- Partido Fascista Russo (extinto)